# Marumba decoratus
Marumba decoratus is een vlinder uit de familie van de pijlstaarten (Sphingidae). De wetenschappelijke naam van de soort werd in 1872 gepubliceerd door Frederic Moore.

## Beschrijving

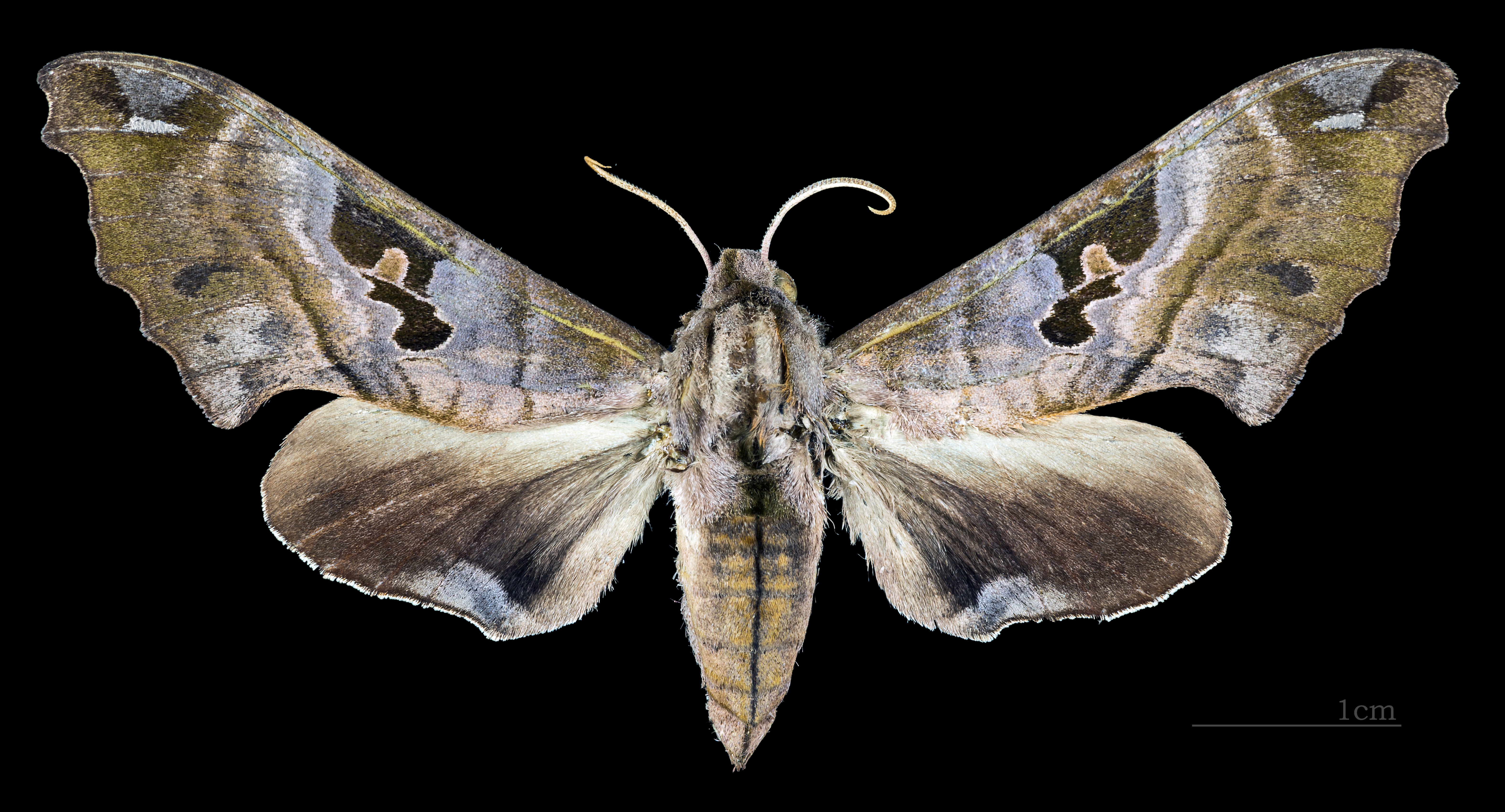
Morwennius decoratus♀
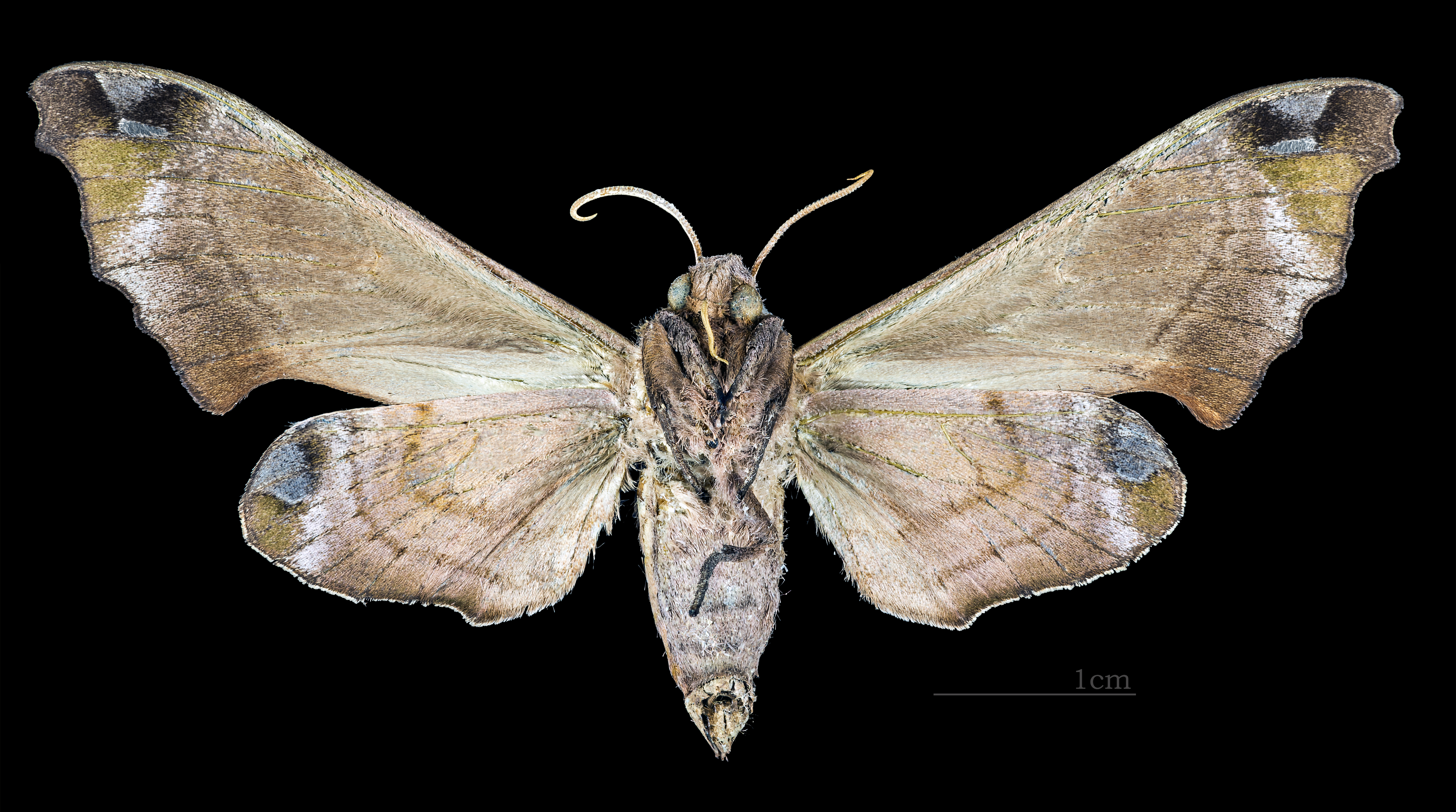
Morwennius decoratus  ♀ △